# لهستان در المپیک تابستانی ۱۹۳۲
لهستان در بازی‌های المپیک تابستانی ۱۹۳۲ که در شهر لس آنجلس ایالات متحده آمریکا برگزار شد، کاروان لهستان با ۵۱ ورزشکار در این رقابت‌ها شرکت کرد و موفق به کسب ۷ مدال (۲ طلا، ۱ نقره، ۴ برنز) شد. در جدول رتبه‌بندی توزیع مدال‌ها، لهستان در ردهٔ ۱۴ مسابقات قرار گرفت.